# Hispano-Suiza 15.9 HP "Alfonso XIII"
La 15.9 HP, più nota come Alfonso XIII, è un'autovettura prodotta dal 1911 al 1914 dalla Casa automobilistica franco-spagnola Hispano-Suiza.

## Profilo e storia
Per quanto riguarda la produzione automobilistica Hispano-Suiza, la Alfonso XIII è senza dubbio la più celebre fra le vetture prodotte dalla casa di Barcellona prima dello scoppio della prima guerra mondiale. È quindi la prima fra le Hispano-Suiza di una certa notorietà, anche perché ebbe come testimonial nientemeno che l'allora sovrano spagnolo Alfonso XIII, da cui la vettura riprese poi anche il nome, sebbene non in via ufficiale.

### Debutto
Le origini della Tipo 15.9 HP risalgono al 1905, anno in cui il monarca spagnolo intraprese un viaggio per visitare il castello di Sagunto, nei pressi di Valencia. A scortare il sovrano e il suo seguito, si offrì un amico di famiglia, nonché appassionato di automobilismo sportivo, all'epoca agli albori. Questo amico, di nome Francisco Abadal, si presentò al volante di una vettura della casa spagnola, all'epoca non molto conosciuta anche perché era una realtà decisamente giovane in quanto era stata fondata solo l'anno prima. Il re rimase molto impressionato dalle prestazioni della vettura di Abadal, tanto da divenire dapprima un grande appassionato della casa di Bercellona ed in seguito anche un socio dell'azienda stessa. Questo preambolo per spiegare il coinvolgimento di Alfonso XIII nel'attività della Hispano-Suiza.
In quanto vettura sportiva, la Tipo 15.9 HP trasse le sue origini direttamente dal mondo delle competizioni, all'epoca in grande sviluppo anche nella penisola iberica. Fin dai suoi primi passi, la casa spagnola si fece notare in campo sportivo, proprio per via delle notevoli prestazioni delle sue vetture. Il re di Spagna Alfonso XIII istituì in quel periodo la Coppa della Catalogna, una manifestazione che però, ebbe esito negativo per le Hispano-Suiza da gara messe a punto da Marc Birkigt e che invece vide il trionfo della Peugeot. Ma poco importò: a riscuotere successo fu la vittoria alla Coupe de l'Auto: la vettura preparata dal direttore tecnico della Casa spagnola riscosse un tale clamore da convincere i vertici della Hispano-Suiza a lanciarne in produzione una versione stradale. Pochi ritocchi per adattarla alla nuova configurazione e la vettura fu pronta per la presentazione ufficiale che si ebbe al Salone di Parigi del 1910. Lo stesso re Alfonso XIII fu talmente entusiasta di questo nuovo modello da accettare che la vettura fosse battezzata con il suo stesso nome. La produzione iniziò però solo diversi mesi dopo: il primo autotelaio uscì dalla fabbrica solo nel luglio del 1911.

#### Caratteristiche estetiche
La Tipo 15.9 HP Alfonso XIII era una fondamentalmente una spider, ma a richiesta la si poteva avere anche con altre carrozzerie.  Le dimensioni erano generose per l'epoca, ma non esagerate, pur rimanendo una vettura di fascia molto alta. Anteriormente era caratterizzata dai grossi fari circolari, racchiusi fra i grandi parafanghi anteriori dal disegno agile e spigoloso, i quali racchiudevano il cofano motore a dodici feritoie verticali per lato e andavano ad unirsi ai predellini e ai parafanghi posteriori, questi ultimi invece dal disegno ad arco, quindi tutt'altro che spigoloso. Il predellino era piuttosto alto e dava l'impressione di una linea di cintura molto più bassa di quanto non fosse realmente e conferiva maggior slancio e dinamismo alla vista laterale. In coda era presente una ruota di scorta, a raggi come le ruote montate di serie.

#### Meccanica e motore
Al suo debutto, la Alfonso XIII montava un motore anteriore longitudinale a 4 cilindri in linea da 3619 cm³ di cilindrata (alesaggio e corsa: 80 x 180 mm), da 56 CV di potenza massima a 2300 giri/min. La testata era del tipo a T, ossia con distribuzione a valvole laterali sui due lati, quelle di aspirazione su un lato e quelle di scarico sull'altro. Esse erano analogamente comandate da un asse a camme per lato. La lubrificazione avveniva tramite una pompa e l'accensione era affidata ad un magnete ad alta tensione. Il cambio era a 3 rapporti, con trazione sulle ruote posteriori. La velocità massima era sicuramente di oltre 100 km/h, ma a seconda del tipo di carrozzeria si potevano raggiungere anche i 120 km/h, una velocità ragguardevole per quell'epoca. Il telaio era a longheroni e traverse, con sospensioni ad assale rigido sui due assi, balestre longitudinali ed impianto frenante consistente in due freni a tamburo sull'asse posteriore più uno all'uscita del cambio.

### Carriera commerciale
Nel 1913, la Alfonso XIII subì alcune modifiche sostanziali: il passo fu allungato da 264 a 300 cm per migliorarne l'abitabilità. La massa a vuoto pertanto aumentò sensibilmente, ma per non farle perdere la brillantezza che la distingueva fu adottato un nuovo cambio, dotato di 4 rapporti, in generale più corti di quelli del precedente cambio a tre marce. La produzione della Alfonso XIII cessò nel 1914: la vettura verrà sostituita dalla Hispano-Suiza T26.